# San Juan de los Cues
San Juan de los Cues è un comune del Messico, situato nello stato di Oaxaca.